# Charles Antoine Manhès
Pour les articles homonymes, voir Manhès.

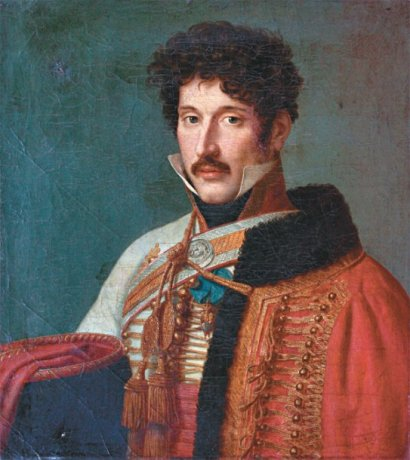
Charles-Antoine Manhès

Charles Antoine Manhès, né le 4 novembre 1777 à Aurillac (Cantal), mort du choléra le 26 août 1854 à Naples (Italie), est un général français de la Révolution et de l’Empire.

## Biographie
Il fait un commencement d'études au collège d'Aurillac, où son père est procureur. Envoyé à l'École de Mars avant l'âge de quinze ans, sa première arme est l'artillerie. En l'an II il est versé en tant que sous-lieutenant au 3e bataillon de volontaires du Cantal, puis en 1793, à la 16e demi-brigade de première formation puis à la 26e demi-brigade de deuxième formation. Devenu lieutenant en 1799, il quitte le 26e régiment d'infanterie de ligne et devient aide de camp du général Milhaud. Il fait les campagnes de l'an III et de l'an IV à l'armée de Rhin-et-Moselle sous Pichegru et Hardy, et celle des ans V, VI et VII, sous Kellermann, Schérer, Bonaparte et Joubert. Il assiste au siège de Luxembourg et se conduit bravement à la bataille de Novi, où il est grièvement blessé.

Nommé lieutenant le 24 décembre 1799, il fait en Italie les campagnes de l'an VIII et de l'an IX, sous Championnet, Moreau, Masséna et Berthier. Le 2 janvier 1802 le général Milhaud, son oncle, le prend comme aide de camp ; il le suit pendant les campagnes de 1802 à 1806. Il se trouve à la bataille d'Austerlitz, et y a un cheval tué sous lui. Napoléon Ier l'a fait chevalier de la Légion d'honneur en janvier 1805. 
Nommé capitaine en juin 1806 et chef d'escadron en avril 1807, il devient aide-de-camp du grand duc de Berg (Joachim Murat) et le suit en Espagne en 1808. Manhès est chargé de conduire le prince de la Paix en France, à travers mille périls, mais sous bonne escorte.

## La période italienne
Lorsque Murat est désigné par Napoléon pour occuper le trône de Naples, Manhès le suit dans son royaume et ne tarde pas à en recevoir des marques d'une faveur peu commune. Chevalier de l'ordre des Deux-Siciles, il est nommé colonel et maintenu dans ses fonctions d'aide-de-camp du roi. Le 4 septembre 1809 il reçoit sa nomination de général de brigade, et celle de commandeur de l'ordre royal des Deux-Siciles le 19 août 1810. Le roi Joachim ayant résolu de détruire le brigandage dans la Basilicate et la Calabre, le général Manhès reçoit une mission spéciale à cet effet et débute par des mesures tellement terribles qu'au premier abord on les croit seulement dictées pour jeter l'épouvante, mais les faits ne tardent pas à parler et de grandes cruautés sont commises, qui ramènent la sécurité de ce pays en étouffant le brigandage, mais qui donnent à Manhès une réputation de violence et de dureté. 
Il reçoit de nouvelles récompenses à la suite de sa mission qui dure six mois ; Joachim le fait général de division le 25 mars 1811, lui donne une dotation dans la Calabre avec le titre de comte, puis lui confie le commandement des 2e et 5e divisions territoriales avec pleins pouvoirs de haute police, puis enfin premier inspecteur général de gendarmerie en février 1812. En 1813, Joachim veut se défaire des Carbonari et charge encore Manhès de cette mission de colère, et ce général s'en acquitte avec la même inflexibilité. Pour prix de ce service il est nommé grand dignitaire de l'ordre des Deux-Siciles. Lorsque Joachim a signé un traité avec l'Autriche, un décret du grand juge renvoie dans leur patrie tous les Français au service du roi de Naples. Le général Manhès refuse d'obéir. Joachim déclare la guerre à l'Autriche, et Manhès est chargé d'un commandement. Après l'affaire de Tolentino le 3 mai 1815, qui coûte la couronne à Murat, la reine fait partir de Naples sa sœur Pauline Bonaparte, le cardinal Joseph Fesch et sa mère madame Maria Letizia Ramolino.

## Le retour en France
Manhès n'attend pas l'issue des événements ; il fait affréter un bâtiment et s'embarque le 19 mai, avec papiers et pavillon anglais. Il arrive à Marseille où commande Brune ; le 14 octobre il se rend à Paris d'où on le renvoie à Aurillac. Ses offres de service aux Bourbons sont agréées et il est nommé en 1827 inspecteur général de gendarmerie. Il est à Paris pendant les trois journées de 1830. Conservé sur les cadres de disponibilité, il espère longtemps un emploi qu'on lui refuse toujours. Au mois de mai 1837 il fait un voyage à Naples et reçoit de la cour un accueil chaleureux. Il revient chargé des cadeaux du roi Ferdinand II des Deux-Siciles pour la reine Marie-Amélie. Le général Manhès est laissé à la retraite ; il a été nommé précédemment commandeur de la Légion d'honneur.